# Loop (curta)
Loop (Brasil: Fitas / Portugal: Uma Volta) é um curta de animação americano de 2020, dirigido e escrito por Erica Milsom, com a história sendo escrita por Adam Burke, Matthias De Clercq e Milsom, produzido pela Pixar Animation Studios e distribuído pela Walt Disney Studios Motion Pictures. É o sexto curta-metragem do programa "SparkShorts" da Pixar e se concentra em um garoto tagarela e uma garota autista não verbal aprendendo a se entender. O curta foi lançado no Disney+ em 10 de janeiro de 2020.

## Enredo
Renee, uma menina autista não verbal de 13 anos, senta-se pacientemente em uma canoa esperando por um parceiro enquanto brinca com um aplicativo de som em seu telefone. Marcus chega atrasado e é forçado pelo conselheiro do acampamento a fazer parceria com ela, para seu aborrecimento. Marcus tenta falar com Renee, que apenas murmura e faz barulho para expressar seu prazer ou desgosto por alguma coisa. Quando Marcus tenta mostrar suas habilidades de remo, Renee começa a gemer. Marcus pede a Renee que diga o que ela quer e ela responde mostrando um emoji de cocô no telefone e sinalizando para algumas dependências. Marcus obriga e rema com ela para pousar.
Quando eles passam por alguns juncos, Renée parece esquecer completamente as necessidades de seu banheiro e, em vez disso, quer ter os braços roçando os juncos. Ela faz Marcus remar várias vezes. Quando Marcus tenta fazer a mesma coisa, Renee repentinamente volta para o telefone. Marcus os leva para um túnel de esgoto e Renee toca o telefone para que o som possa reverberar. Ela parece gostar no começo, mas de repente fica sobrecarregada com o som e os força a cair em terra. Ela joga o telefone com raiva no lago e se esconde embaixo da canoa, enquanto Marcus observa os choas se desdobrar em confusão.
Eventualmente, Marcus puxa uma palheta e senta-se na canoa até Renee se acalmar. Ela se senta e pega a palheta onde começa a rir e os dois repetem o som que o telefone fez juntos. Marcus e Renee voltam para a canoa e voltam para o acampamento. Em uma cena pós-créditos, o telefone de Renee está descansando em um copo de arroz seco e recebe uma mensagem de Marcus perguntando se ela quer sair de canoagem. A mãe de Renee a chama enquanto ela animadamente vocaliza.

## Elenco
Madison Bandy como Renee
Christiano 'Chachi' Delgado como Marcus
Louis Gonzales como Conselheiro do Acampamento
Asher Brodkey como Vozes Adicionais

## Desenvolvimento
Loop foi dirigido e escrito por Erica Milsom, a partir de uma história de Adam Burke e Matthias De Clercq. Michael Warch e Krissy Cababa produziram o curta.

## Música
Mark Orton compôs a música para Loop. A pontuação foi lançada em 28 de fevereiro de 2020.

## Lançamento
Loop foi lançado no Disney+ em 10 de janeiro de 2020.

## Ligações Externas
- Loop. no IMDb.